# Base aérea Severomorsk-2
La Base aérea Severomorsk-2 (del ruso: Аэродром Североморск-2); ICAO:; IATA: ), es un aeropuerto militar situado 7 km al sudoeste de Severomorsk, en el óblast de Murmansk, Rusia. Se trata de un  campo de aviación más pequeño que Severomorsk-1, que se encuentra a medio camino entre Severomorsk y Múrmansk de la que se encuentra a unos 11 km al noreste. En algunas épocas la base fue conocida como "Vayenga-2" (en ruso: Ваенга-2 y como "Safonovo-2" (del ruso: Сафоновo-1).

## Pista
Severomorsk-2 dispone de una pista de asfalto en dirección 15/33 de 1.925x40 m. (6.315x131 pies). Las pista se construyó originalmente con 80 metros de anchura pero de ellos solo 40 son utilizables en la actualidad.

## Operaciones militares
Hasta 1960 en el aeródromo se basaba 403 RLAR DD (Regimiento Aéreo Antisubmarino de Largo Alcance), compuesto de 24 aviones Be-12 (designación OTAN: Mail) antisubmarinos y para operaciones de búsqueda y rescate (más tarde el regimiento fue desplazado al aeródromo Severomorsk-1).
Entre 1960 y 1998 estuvo basado en el aeródromo el 830 OKPLBP, que más tarde fue trasladado a Severomorsk-1.
Durante algún tiempo también se alojó el 912 Regimiento Aéreo Especial de Transporte.
En 1979 en el aeródromo Severomorsk-2 se formó Regimiento Naval de Helicópteros. El 38 OKPLBP fue creado a partir de dos escuadrillas de helicópteros navales de 830 OPLBP, cuya dotación consistía en los helicópteros Ka-25 (designación OTAN: Hormone) y Ka-27 (designación OTAN: Helix-A).
En 2009 el aeródromo fue desactivado. Las imágenes de alta resolución de Google Earth muestran que la base aérea aparenta estar desatendida y en un estado de descuido.

## Enlaces externos

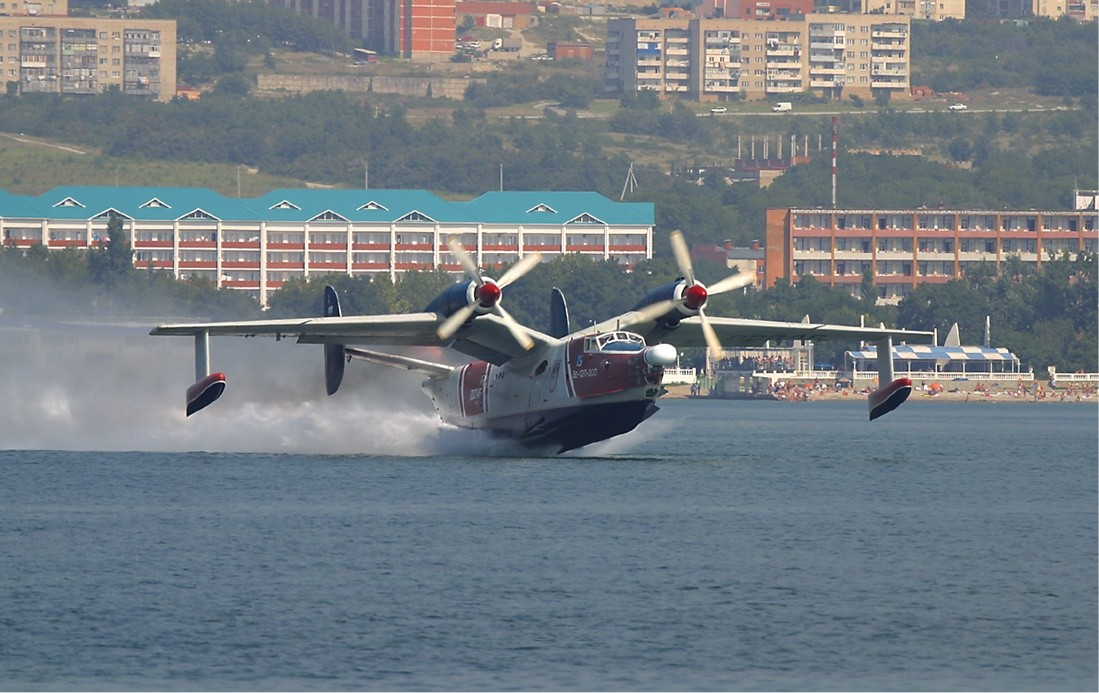
Beriev Be-12 Chayka Mail
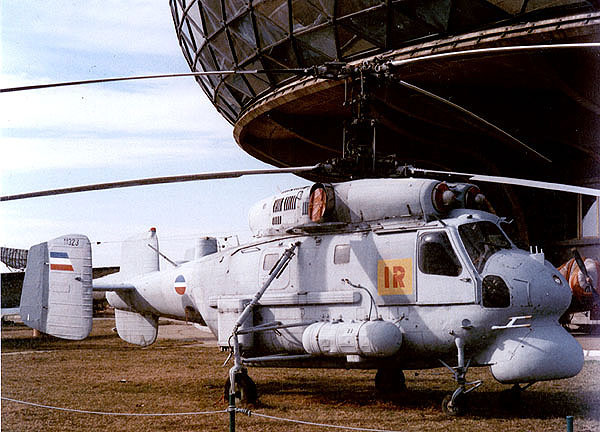
Ka-25 Hormone
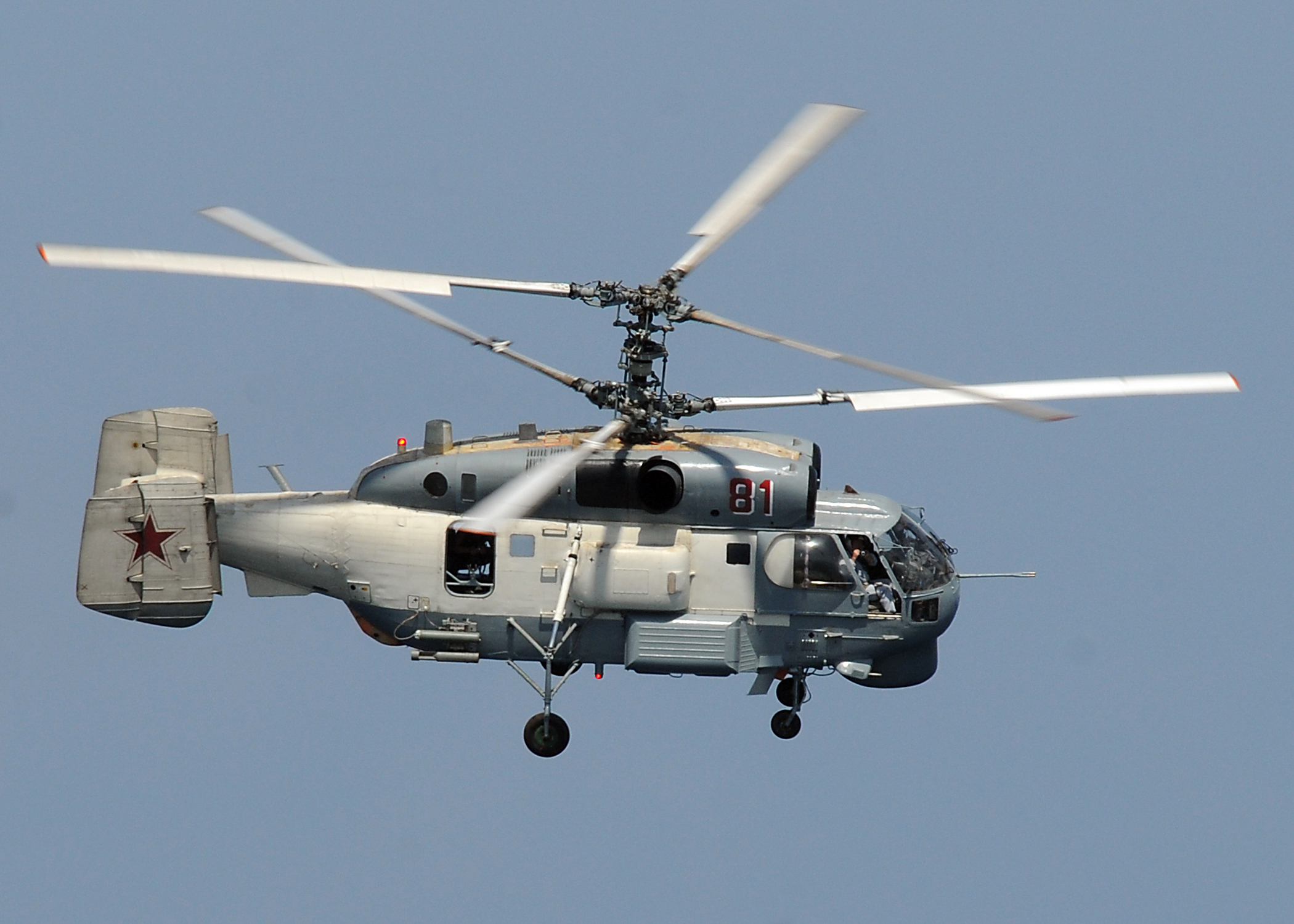
Ka-27 Helix-A